# Mycetophilidae
Mycetophilidae Newman, 1834, è una famiglia di insetti dell'ordine dei Ditteri (Nematocera: Bibionomorpha) comprendente circa 3000 specie.
I Mycetophilidae sono affini ad altre famiglie di Sciaroidei (Bolitophilidae, Ditomyiidae, Diadocidiidae Keroplatidae), che in passato erano comprese nei Mycetophilidae sensu lato. Queste famiglie, insieme alla distinta famiglia degli Sciaridae, si identificano nei cosiddetti "moscerini dei funghi" (fungus gnats in inglese), in quanto le larve hanno, in generale, un regime dietetico micetofago.

## Descrizione
I Mycetophilidae sensu stricto presentano una stretta affinità con la famiglia Lygistorrhinidae, alla quale sarebbero strettamente correlati sotto l'aspetto filogenetico Gli adulti sono moscerini generalmente di piccole dimensioni, talvolta lunghi anche fino a 15 mm e caratterizzati, come altri Sciaroidei affini, dal torace fortemente gibboso che sovrasta il capo. La livrea è poco appariscente, di colore variabile dal giallastro al bruno scuro.
Il capo con antenne relativamente lunghe, in genere di 14 articoli appiattiti o cilindrici oltre ai due articoli basali (scapo e pedicello), occhi relativamente grandi e, in genere, 3 ocelli, talvolta in numero minore o assenti. Gli ocelli laterali, quando presenti, sono appressati al margine degli occhi. L'apparato boccale, talvolta piuttosto lungo, presenta i palpi mascellari composti da 4 articoli, talvolta tre. Il torace è marcatamente gibboso, con ali ben sviluppate e zampe lunghe. Queste ultime hanno le coxe allungate, i femori posteriori ingrossati e le tibie provviste di numerose setole e, all'estremità, di speroni. L'addome, relativamente sottile, presenta un restringimento basale e l'urite VIII molto breve.
Le ali sono ben sviluppate, completamente trasparenti o provviste di pigmentazioni zonali scure (es. Mycetophila). La nervatura alare presenta la costa che si sviluppa fino all'apice della confluenza di R5, talvolta prolungandosi anche oltre. La radio presenta i rami R1 e R5 ben sviluppati; il primo confluisce sulla costa in corrispondenza del terzo distale del margine costale, mentre il secondo si prolunga fino all'apice dell'ala. Il tratto iniziale del settore radiale (Rs) ha una posizione marcatamente trasversa, poi, dopo l'intersezione con la trasversa radio-mediale (r-m), assume un decorso longitudinale e si divide nei rami R4 e R5. Il ramo R4 ha anch'esso una disposizione nettamente trasversale e confluisce sul ramo anteriore del radio (R1). La trasversa radio-mediale (r-m) ha una posizione obliqua o longitudinale. 

Rappresentazione schematica delle nervature alari, non rappresentativa dell'intera famiglia. C: costa; Sc: subcosta; R: radio; M: media; Cu: cubito; h: omerale; r-m: radio-mediale. La CuA_{1} interpretata anche come ramo M_{4} può essere distinta da CuA.

La media si divide nei due rami M1 e M2 mentre sulla presenza degli altri rami ricorre l'interpretazione data in letteratura alle nervature della regione remigante posteriore dei Bibionomorpha, che considera il ramo M4 (o M3+4) fuso con il ramo CuA1 della cubito. Il ramo CuA1 (o M4) ha un decorso indipendente dalla cubito fin dalla base dell'ala oppure, come in molti altri Sciaroidea, si differenzia dalla biforcazione della cubito. La nervatura anale A1 e poco sviluppata e non raggiunge il margine dell'ala.
La confluenza di R4 su R1 determina la presenza di una seconda cellula chiusa, più distale rispetto a quella basale, nella zona remigante anteriore, carattere che permette di distinguere i Mycetophilidae sensu stricto dalla maggior parte degli altri Sciaroidei. Una configurazione simile è infatti presente, oltre ai Mycetophilidae, in Bolitophila sottogenere Bolitophila (Bibionomorpha: Bolitophilidae), in passato incluso nella famiglia Mycetophilidae sensu lato. Tuttavia, mentre nei Bolitophilidae la R4 confluisce sulla costa o sul tratto terminale di R1, nei Mycetophilidae ha una posizione più basale e confluisce nel tratto intermedio di R1; di conseguenza, la cellula r4 (seconda submarginale), racchiusa fra le vene R1, R4 e R5, nei Mycetophilidae è particolarmente allungata.
Le larve sono apode, di forma cilindrica, sottile e allungata, di colore biancastro e con il capo scuro.

## Biologia e diffusione
Come la maggior parte dei moscerini dei funghi, le larve dei Mycetophilidae sono genericamente associate ai corpi fruttiferi dei funghi e ad esse viene attribuito un regime dietetico micetofago. In realtà, le relazioni trofiche di questi insetti sono più complesse in quanto la micofagia stretta rappresenterebbe una specializzazione evolutiva mentre la generalità dei Mycetophilidae si nutrirebbe indifferentemente di miceli fungini e di materiali organici in decomposizione.
La famiglia è cosmopolita ed è rappresentata in tutte le regioni zoogeografiche della Terra. L'habitat tipico è quello forestale, ma sono colonizzati anche altri ambienti come le paludi, le brughiere, i pascoli. Le larve si rinvengono facilmente nei corpi fruttiferi dei funghi e nel legno o altro materiale organico in decomposizione, spesso anche sui muschi e le epatiche. Fra i funghi sono particolarmente attaccati i Basidiomiceti più comuni a corpo fruttifero carnoso (Agaricaceae, Amanitaceae, Boletaceae, Russulaceae), mentre più rara è la presenza sugli Ascomiceti.
Gli adulti colonizzano lo stesso ambiente delle larve e si rinvengono in genere nel sottobosco in ambienti ombrosi e umidi, in prossimità di corsi d'acqua, nelle cavità presenti nelle ceppaie degli alberi.

## Evoluzione
Gli studi di Paleontologia fanno risalire la presenza di questa famiglia sul pianeta già dal Giurassico medio. Ancora in fase di sviluppo sono le ricerche sulle relazioni filogenetiche con gli altri Sciaroidei, piuttosto complesse. Secondo i più recenti orientamenti esisterebbe una correlazione stretta con i Lygistorrhinidae, famiglia, anch'essa, in passato inclusa nei Mycetophilidae sensu lato.

## Sistematica
Come si è detto in precedenza, in passato la famiglia dei Mycetophilidae comprendeva diverse specie di Sciaroidei che in seguito sono state separate in famiglie distinte (Bolitophilidae, Ditomyiidae, Diadocidiidae, Lygistorrhinidae, Keroplatidae) sulla base di relazioni filogenetiche, mentre gli Sciaridae erano già differenziati su una base morfologica. Questo scorporo, tuttavia, non è pienamente condiviso e nella documentazione relativamente recente si fa riferimento, talvolta, al raggruppamento sensu lato. I Mycetophilidae sensu stricto rappresentano in ogni modo una delle più grandi famiglie di Sciaroidei: nel 2000 si conoscevano oltre 3500 specie descritte ripartite in circa 150 generi. Quasi un migliaio sono presenti in Europa. La suddivisione interna, in sottofamiglie e tribù, è ancora incerta a causa delle incomplete informazioni in materia di filogenesi. In particolare ricorrono interpretazioni differenti in merito alla posizione tassonomica di alcuni raggruppamenti, inquadrati, secondo la fonte, al rango di tribù nella sottofamiglia Sciophilinae o elevati al rango di sottofamiglie.
Sottofamiglie:
- Eudicraninae
- Gnoristinae
- Leiinae
- Manotinae
- Mycomyiinae
- Mycetophilinae
- Sciophilinae

In Italia è citata la presenza di oltre un centinaio di specie ripartite fra quasi trenta generi. Fra i generi di maggiore importanza e diffusione si annoverano Boletina, Mycetophila e Mycomya.
In particolare si cita la specie Mycetophila fungorum, ritenuta da alcuni Autori la più diffusa in Europa. Questa specie è associata a diversi funghi boschivi, fra i quali ricorre frequentemente l'Armillariella mellea, più comunemente conosciuto come chiodino. L'adulto, di dimensioni non trascurabili per uno Sciaroideo, è lungo circa 8 mm e ha una livrea di colore variabile dal rossastro al giallastro.